# Johann Lieb
Johann Lieb (* 1566 in Bamberg; † 29. August 1650 in München) war ein deutscher Archivar.

## Leben
Lieb war ab 1589 Archivar im Äußeren Archiv des bayerischen Herzogs Wilhelm V. der Fromme, dann von Maximilian I. In dieser Funktion arbeitete er unter anderem Christoph Gewold, dem Leiter des Archivs, bei dessen historischen Arbeiten zu. 1617 trat er dessen Nachfolge an und erhielt den Archivarstitel. Neben der Sichtung und Ordnung des Äußeren Archivs entfaltete er selbst eine umfangreiche literarische Tätigkeit mit der Sammlung der Stadt- und Marktprivilegien, Korrektur der Landtafel, Fortsetzung von Wiguleus Hunds Stammbuch. In der Forschung ist umstritten, inwieweit einige Hundt zugeschriebene Texte nicht eigentlich von Lieb stammen. Er machte sich um die Erschließung und Konservierung des archivalischen Materials verdient, das er teilweise durch Notizen ergänzte.